# U-114号潜艇 (1917年)
陛下之114号潜艇是德意志帝国海军建造的一艘中型潜艇或称U艇。它由基尔的日耳曼尼亚船厂承建，于1917年11月27日下水，至1918年6月19日交付使用。U-114号是在第一次世界大战期间服役的329艘德国潜艇之一，曾参加大西洋潜艇战。在其仅有的一次巡逻中，未能取得任何战功。战后，根据停战协议的要求，该艇于1918年11月26日被引渡至意大利正式投降，至1919年在拉斯佩齐亚拆解报废。

## 设计
第一次世界大战爆发后，为了满足潜艇破交战的作战需求，德意志帝国海军潜艇监察局（Inspektion des U-Bootwesens）在U-43号（战时动员型）的基础上，研发出了一种技术上更为成熟的中型双壳体远洋潜艇。其排水量适中、性能均衡，非常适合北海和英国周边海域的作战环境。海军为此共计批出34艘订单，战术编号使用U-81至U-114号。实战证明，这一系列的潜艇具有出色的航海能力和稳定的耐用性，它们的许多布置也对后世IX級潛艇和国外一些潜艇的设计产生了影响。
U-114号是由基尔日耳曼尼亚船厂承建的第三批次（U-105至U-114号）的最后一艘。它沿袭了前一批次（U-93至U-98号）的优化艇体设计，有较佳的机动性能；但在排水量和航速方面略为下降，惟续航里程有所提升。U-114号的水上和水下排水量分别为798吨和996吨。其全长71.55米；舷宽6.30米，当中的耐压壳体宽4.15米；有3.76米的吃水深度。但不同于该批次的前六艘姊妹艇，U-114号搭载的可在水上使用的两台猛狮六缸四冲程柴油发动机稍弱，总功率为2,300匹公制馬力（1,692千瓦特）（前六艘姊妹艇为2400匹马力）；水下使用的西门子-舒克特双电动发电机则是与前六艘相同（总功率为1,200匹公制馬力（883千瓦特））。这些发动机用以驱动双轴、每根轴各一个的直径1.70米长螺旋桨。它的潜航深度为50米。
U-114号在水上的最高速度达16.4節（30.4每小時），在水下的最高航速则为8.4節（15.6每小時）。它可以8節（15每小時）的速度在水上巡航8,300海里（15,400），或以5節（9.3每小時）的速度在水下巡航50海里（93）。该艇装备了六具直径为500毫米的鱼雷发射管，其中艇艏四具、艉部两具，并可合共携带至多16枚鱼雷；作为辅助武器的甲板炮则是一门105毫米45倍径速射炮和一门88毫米30倍径速射炮。其标准船员编制为4名军官及32名水兵。

## 历史
U-114号是由德意志帝国海军作为K项战时订单（Kriegsauftrag K）的一部分，于1916年5月5日向基尔的日耳曼尼亚船厂订购，建造编号为283。其艇体由不来梅的伏尔铿船厂负责建造，1917年11月27日下水后转运至基尔进行舾装，至1918年6月19日在首任暨唯一一任艇长、海军上尉马丁·瓦恩的指挥下正式交付使用。后来的纳粹德国海军总司令汉斯-格奥尔格·冯·弗里德堡则在该艇担任值更官。完成海试后，U-114号被编入分驻埃姆登和博尔库姆的第四潜艇区舰队服役，并一直隶属于该部队直至战争结束。
由于交付时间较晚，U-114号仅在北大西洋东部的不列颠岛周边执行过一次作战巡逻，期间未能击沉或击伤任何船只。其自身也在战争中幸存了下来，没有被击沉。战后，根据对德停战协议的要求，U-114号于1918年11月26日被引渡至意大利王国正式投降，并最终于1919年5月在拉斯佩齐亚拆解报废。

## 脚注
1. ↑  Helgason, Guðmundur. . German and Austrian U-boats of World War I - Kaiserliche Marine - Uboat.net.   [2021-12-16].
2. ↑  Gröner 1991，第12-14頁.
3. 1 2  Helgason, Guðmundur. . German and Austrian U-boats of World War I - Kaiserliche Marine - Uboat.net.   [2015-03-16].
4. ↑  陈进，第71頁.
5. ↑  Herzog，第50頁.
6. ↑  Helgason, Guðmundur. . German and Austrian U-boats of World War I - Kaiserliche Marine - Uboat.net.   [2021-11-29].
7. ↑  Herzog，第48頁.
8. 1 2  Gröner 1991，第12–14頁.
9. ↑  Reichswehrministerium，第46頁.
10. ↑  Herzog，第139頁.
11. ↑  Herzog，第91頁.